# Палаццо-Піньяно
Палаццо-Піньяно (італ. Palazzo Pignano) — муніципалітет в Італії, у регіоні Ломбардія, провінція Кремона.
Палаццо-Піньяно розташоване на відстані близько 460 км на північний захід від Рима, 31 км на схід від Мілана, 50 км на північний захід від Кремони.
Населення — 3832 особи (2014).
Покровитель — святий Мартин Турський.

## Демографія
Населення за роками:

Станом на 1 січня 2023 року в муніципалітеті офіційно проживало 338 іноземців з 39 країн, серед них 137 громадян країн Євросоюзу та 6 громадян України.

## Сусідні муніципалітети
- Аньяделло
- Баньйоло-Кремаско
- Монте-Кремаско
- Пандіно
- Торліно-Вімеркаті
- Трескоре-Кремаско
- Ваяно-Кремаско